# Liste der Baudenkmäler in Altenbeken
Die Liste der Baudenkmäler in Altenbeken enthält die denkmalgeschützten Bauwerke auf dem Gebiet der Gemeinde Altenbeken im Kreis Paderborn in Nordrhein-Westfalen (Stand: April 2022). Diese Baudenkmäler sind in der Denkmalliste der Gemeinde Altenbeken eingetragen; Grundlage für die Aufnahme ist das Denkmalschutzgesetz Nordrhein-Westfalen (DSchG NRW).

| Bild                       | Bezeichnung                              | Lage                                             | Beschreibung | Bauzeit         | Eingetragen seit   | Denkmal- nummer |
| -------------------------- | ---------------------------------------- | ------------------------------------------------ | --- | --------------- | ------------------ | --------------- |
| weitere Bilder             | Alte Kath. Kirche Hl. Kreuz              | Altenbeken Alter Kirchweg Karte                  | |                 | 16. Juli 1986      | 1               |
| Grabrelief                 | Grabrelief                               | Altenbeken Alter Kirchweg Karte                  | Grabrelief in neugotischen Stilformen und christlicher ornamentaler Symbolik als schmückende Elemente. Inneres Relieffeld in Anlehnung an spitzbogiges Fenster mit Dreipassgliederungen und zwei Grabinschriften. | 1881/1884       | 16. Juli 1986      | 2               |
| weitere Bilder             | Kath. Pfarrkirche Hl. Kreuz              | Altenbeken Kirchplatz Karte                      | | 1904–1905       | 16. Juli 1986      | 3               |
| weitere Bilder             | Alter Friedhof                           | Altenbeken Alter Kirchweg Karte                  | |                 | 16. Juli 1986      | 4               |
| weitere Bilder             | Hochkreuz auf Friedhof                   | Altenbeken Friedhof Alter Kirchweg Karte         | Sandsteinkreuz des Bildhauers E. Paschen, 1887 für 300 Mark gefertigt. Im Zweiten Weltkrieg umgestürzt und stark beschädigt, 1991 von Firma Ochsenfarth aus Paderborn für 10.000 DM renoviert. | 1887            | 16. Juli 1986      | 5               |
| Wegekreuz                  | Wegekreuz                                | Altenbeken Heistermannweg 1 Karte                | | 19. Jh.         | 16. Juli 1986      | 6               |
| weitere Bilder             | Eggemuseum                               | Altenbeken Alter Kirchweg Karte                  | |                 | 16. Juli 1986      | 7               |
| Haus Durbeke               | Haus Durbeke                             | Altenbeken Am Hammer 16 Karte                    | |                 | 16. Juli 1986      | 8               |
| weitere Bilder             | Wohn- und Gasthaus                       | Altenbeken Bahnhofstr. 12 Karte                  | |                 | 16. Juli 1986      | 9               |
| weitere Bilder             | Ehemaliges Posthaus                      | Altenbeken Adenauerstr. 53 Karte                 | |                 | 4. August 1986     | 10              |
| weitere Bilder             | Ehemaliges Posthaus                      | Altenbeken Adenauerstr. 55 Karte                 | |                 | 4. August 1986     | 11              |
| Fachwerkbau                | Fachwerkbau                              | Altenbeken Hüttenstr. 18 Karte                   | |                 | 16. Juli 1986      | 12              |
| weitere Bilder             | Wegekreuz „Messerkerl“                   | Altenbeken Alter Stadtweg; Gemeindegrenze Karte  | | um 1752         | 4. November 1986   | 13              |
| weitere Bilder             | Wegekreuz „Schwarzes Kreuz“              | Altenbeken Eggeweg, Nähe L 828 Karte             | Einer Überlieferung nach soll hier im Dreißigjährigen Krieg ein Köhler überfallen, ans Kreuz gespießt und in seinen Meiler gestellt worden sein. Die verkohlte Leiche hatte die Form eines schwarzen Kreuzes. Das Gedenkkreuz wurde 1922 vom Eggegebirgsverein aufgestellt und war ursprünglich nach dem ehemaligen Vereinsvorsitzenden Gustav Ullner als Ullner-Kreuz bezeichnet. | 1922            | 4. November 1986   | 14              |
| weitere Bilder             | Wegekreuz                                | Altenbeken Bollerbornstr. Karte                  | | 1872            | 4. November 1986   | 15              |
| weitere Bilder             | Museumslok der Baureihe 44               | Altenbeken Winterbergstraße Karte                | | 1941            | 20. Januar 1988    | 16              |
| Portale des Rehbergtunnels | Portale des Rehbergtunnels               | Altenbeken Nähe L755, östl. Bhf Altenbeken Karte | |                 | 20. Januar 1988    | 17              |
| weitere Bilder             | Eisenbahnviadukt                         | Altenbeken Am Hammer Karte                       | | 1851–1853       | 19. Januar 1988    | 18              |
| weitere Bilder             | Bahnhof Empfangsgebäude                  | Altenbeken Bahnhofstr. Karte                     | |                 | 8. März 1988       | 19              |
| weitere Bilder             | Fachwerkhaus                             | Altenbeken Wienackerstr. 5 Karte                 | |                 | 14. September 1988 | 20              |
| Wegekreuz „Ulrichkreuz“    | Wegekreuz „Ulrichkreuz“                  | Altenbeken Hüttenstr. Karte                      | |                 | 30. April 1993     | 21              |
| weitere Bilder             | Wegekreuz                                | Altenbeken Hüttenstr. Friedenstal Karte          | |                 | 30. April 1993     | 22              |
| weitere Bilder             | Kath. Pfarrkirche St. Dionysius          | Buke Dorfstraße Karte                            | |                 | 16. Juli 1986      | 23              |
| Wegekreuz                  | Wegekreuz                                | Buke Rühenfeldweg/Dorfstraße Karte               | Gusseisernes, verziertes Kreuz auf Sandsteinsockel, errichtet 1924 und 1981 renoviert. Inschriften: „O! Schmerzens Mutter Bitte für uns in der letzten Stunde“ und „HL Markus bitte für uns“. | 1924            | 16. Juli 1986      | 24              |
| Wasserhochbehälter         | Wasserhochbehälter                       | Buke Rühenfeldweg/Dorfstraße Karte               | | 1931            | 16. Juli 1986      | 25              |
| weitere Bilder             | Eisenkreuz                               | Buke Dorfstr. Karte                              | „Kreuz Tofall“, gusseisernes Kreuz von 1,4 m Höhe auf 1,05 m hohem Sandsteinsockel. | 1852            | 16. Juli 1986      | 26              |
| weitere Bilder             | Wegekreuz                                | Buke Am Hochbehälter Rühenfeld Karte             | Der gusseiserne Korpus wurde im Mai 1995 gestohlen, das Wegekreuz daraufhin komplett erneuert. Der neue Holzkorpus stammt von der Firma Ochsenfarth aus Paderborn, das Kreuz fertigte der Tischler Guntermann. |                 | 16. Juli 1986      | 27              |
| weitere Bilder             | Bildstock                                | Buke An der Lanfert Karte                        | Um 1900 von der Familie Wiechers errichtet, 1981 renoviert. 1995 wurde der Bildstock geschändet und Schutzgitter und Madonnenfigur gestohlen. „Lanfert“ ist die mundartliche Bezeichnung für eine Landwehr. | 1900            | 4. August 1986     | 28              |
| weitere Bilder             | Ehem. Bahnhof Buke einschl. Nebengebäude | Buke Alter Postweg/Höltenbrügge Karte            | |                 | 20. Januar 1988    | 29              |
| Fachwerkhaus               | Fachwerkhaus                             | Buke Dorfstr. 10 Karte                           | Ursprung 17. Jahrhundert. Im Jahre 1828 Erweiterung des Fachwerkhauses fertiggestellt. Um 1900 Fachwerkhaus auf der westlichen Seite um ein Gefache gekürzt und um Backsteinanbau erweitert. | 17. Jahrhundert | 14. September 1988 | 30              |
| weitere Bilder             | Ehem. Wasserwerk                         | Buke Hüttenstraße Karte                          | 1941 an der Apuhl-Quelle zur Versorgung der Dampflokomotiven von der Reichsbahn angelegt. | 1941            | 8. Oktober 2007    | 30a             |
| weitere Bilder             | Antoniusstock                            | Schwaney Auf dem Heng Karte                      | |                 | 16. Juli 1986      | 31              |
| Wegekreuz                  | Wegekreuz                                | Schwaney Paderborner Str. Karte                  | |                 | 16. Juli 1986      | 32              |
| Wegekreuz                  | Wegekreuz                                | Schwaney Hellweg 10 Karte                        | |                 | 16. Juli 1986      | 32a             |
| Bildstock                  | Bildstock                                | Schwaney Osttorstr. Karte                        | Dreiteiliger Bildstock aus Buntsandstein, Deckstein mit Inschrift „ME J. SCHWARTEN DD AO. 1667“, in der Nische eine Statue der heiligen Agatha. | 1667            | 16. Juli 1986      | 33              |
| weitere Bilder             | Kath. Pfarrkirche St. Johannes Baptist   | Schwaney Am Marktplatz Karte                     | neugotische Basilika aus Sandsteinquadern | 1896–1898       | 16. Juli 1986      | 34              |
| weitere Bilder             | Wegekreuz                                | Schwaney Weg zum Limberg Karte                   | Gusseisernes Kreuz auf dem alten „Hexenplatz“, aufgestellt 1891 von der Familie Böddeker. | 1891            | 14. September 1988 | 35              |